# Brucebyen
Brucebyen, tidigare Camp Bruce, är ett övergivet gruvsamhälle vid Billefjorden på Spetsbergen i Svalbard. Det anlades 1919 nära glaciären Nordenskiöldbreen av den skotske oceanografen och polarforskaren William Speirs Bruce för bolaget Scottish Spitsbergen Syndicate Ltd. 
Brucebyen är en skyddad kulturmiljö enligt Svalbardmiljøloven. Husen ägs av norska staten och förvaltas av Sysselmesteren på Svalbard.
Brucebyen är i dag en husgrupp med tre arbetarbaracker och ett uthus, samt resterna av en rälsbana ned till havet. En av barackerna, Russehytta, brann ned 2010. Russehytta var tyvärr det mest autentiska av Brucebyens hus. En rekonstruktion byggdes upp under 2012-2013.
Avsikten med att anlägga Brucebyen var att kartlägga kolförekomster i området. Brucebyen övergavs efter några få år, men kolförekomsterna i Pyramiden på andra sidan av Billefjorden visade sig vara brytvärda.
Brucebyen ligger i Sassen-Bünsow Land nationalpark som etablerades 2003.